# Star Wars: Tales from the Galaxy’s Edge
Star Wars: Tales from the Galaxy's Edge ist ein Virtual-Reality-Ego-Shooter-Spiel, das ursprünglich am 19. November 2020 für die Oculus-Quest-Systeme veröffentlicht wurde. Die Grafiken wurden von Industrial Light & Magic entworfen.

## Spielprinzip
Das Spiel ist ein Virtual-Reality-Erlebnis, das von Star Wars: Galaxy's Edge (im Kanon als Black Spire Spaceport auf dem Planeten Batuu bekannt) in Disneyland und Disney's Hollywood Studios inspiriert ist.
Die Spieler machen eine Bruchlandung auf Batuu, nachdem sie auf die guavianische Todesbande unter der Führung der furchteinflößenden Tara Rashin getroffen sind. Zwischen dem Blasterfeuer können sich die Spieler mit dem Barkeeper Seezelslak unterhalten und finden sich inmitten seiner Geschichten wieder, die verschiedene Epochen der Star-Wars-Zeitlinie umfassen.
In der nächsten Folge, die den Untertitel Last Call trägt, tritt der Schatzhändler Dok-Ondar (erstmals in Solo: A Star Wars Story erwähnt) auf, der die Spieler auf neue Abenteuer schickt, um die dunkelsten Ecken des Black Spire Outpost zu erkunden.

## Rezeption
Star Wars: Tales from the Galaxy's Edge erhielt überwiegend positive Kritiken, wobei einige Kritiker die kurze Spieldauer bemängelten. Es hat eine Wertung von 74 auf OpenCritic. Chris Carter von Destructoid gefiel die Schießmechanik und beschrieb es als „noch fesselnder als die letzte Trilogie“.
Am 15. September 2021 wurde der herunterladbare Inhalt Last Call veröffentlicht. Viele Kritiker waren der Meinung, dass die Veröffentlichung das ursprüngliche Spiel abrundet. AndroidCentral bewertete es mit 4,5 von 5 möglichen Sternen. Geeks of Color nannte es „den ultimativen Spielplatz für Star-Wars-Fans“. TechRadar behauptete, dass der Titel mit der DLC-Veröffentlichung „seinen Platz als eines der besten Star-Wars-Spiele da draußen fest zementiert hat.“
Star Wars: Tales from the Galaxy's Edge: Last Call wurde bei den VR Awards 2022 für das VR-Spiel des Jahres nominiert.